# 갈비탕

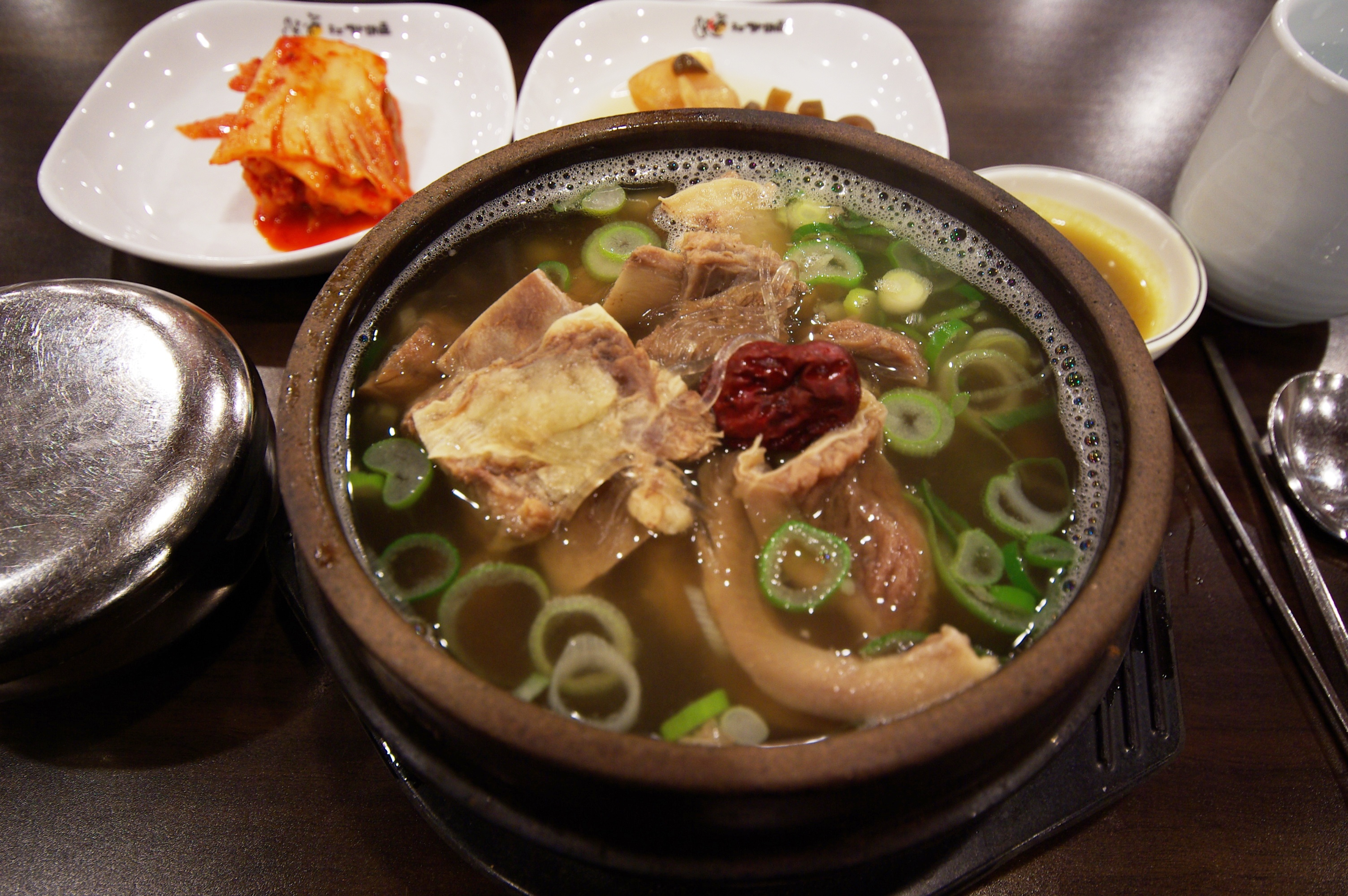
갈비탕

갈비탕(영어: galbi-tang, short rib soup)은 소의 갈비부위를 주재료로 하는 탕이다. 갈비 부위를 오랜시간 끓는 물에서 우려낸 뒤에 국간장, 소금, 기타 양념으로 간을 하는데, 식성에 따라 당면을 넣어 먹기도 한다. 

## 같이 보기
- 설렁탕
- 한국 요리
- 한국 요리 목록
- 아이리시 스튜